# LADSPA

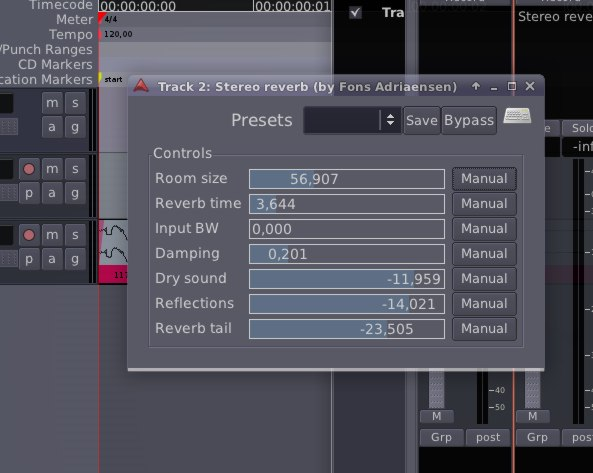

LADSPA es el acrónimo de Linux Audio Developers Simple Plugin API. Es un formato para plugins de audio, licenciado bajo los términos de GNU LGPL. Estos plugins son piezas de software empotrables en programas de audio digital que sirven para filtrar o crear efectos digitales (eco, flanger, reverberación, etc). 
Este formato fue diseñado originalmente por consenso entre los apuntados a la lista de correo de desarrolladores de audio de Linux (Linux Audio Developers Mailing List) pero funciona en muchas otras plataformas. Lo usan muchos programas de audio que son software libre como por ejemplo Audacity o Ardour
Hay muchos formatos para plugins de audio y la mayoría de los editores, sintetizadores y otros paquetes de audio admiten varios de ellos. El formato más conocido sea quizá VST (Virtual Studio Technology) de Steinberg. LADSPA es inusual en el sentido de que intenta ofrecer únicamente el "Máximo Común Divisor" de todos los formatos. Esto significa que sus objetivos son limitados, se trata de un formato deliberadamente simple y fácil de utilizar. Las especificaciones han cambiado muy poco a lo largo de los años así que los problemas de incompatibilidad son raros.
DSSI es un especificación que amplia LADSPA y que contempla instrumentos virtuales.
A principios de 2008 se presentó la especificación definitiva de LV2, que está llamada a ser la sucesora de LADSPA. Está basada en ella y corrige muchos de sus inconvenientes que, al cabo del tiempo, han quedado patentes como por ejemplo el hecho de que es difícil e incómodo hacer nuevas versiones de un determinado plugin que sean compatibles hacia atrás.